# Martin Schleske
Martin Schleske (* 14. August 1965 in Stuttgart) ist ein deutscher Geigenbauer von internationalem Ruf und ein geistlicher Schriftsteller.

## Leben und Wirken
Schleske besuchte das Gymnasium bis zum Abschluss der 10. Klasse, absolvierte anschließend von 1982 bis 1986 die „Staatliche Berufsfach- und Fachschule für Geigenbau und Zupfinstrumentenmacher Mittenwald“ und schloss die Ausbildung mit dem Gesellenbrief ab. Er holte sein Abitur nach und begann ein Studium an der Fachhochschule München, das er 1994 als Physikingenieur abschloss (Diplomarbeit: Untersuchung der Eigenschwingungen im Werdegang einer Geige). 
Parallel zum Studium arbeitete er von 1988 bis 1994 in einem Schalltechnischen Beratungsbüro in Planegg bei München. Das Restaurieren erlernte er in der Werkstatt des Geigenbaumeisters Peter Erben in München. 1996 bestand er seine Meisterprüfung und gründete in Stockdorf bei München ein Atelier und Akustiklabor für Geigenbau.
Heute betreibt Schleske eine Werkstatt in Landsberg am Lech und arbeitet mit vier Mitarbeitern. Jährlich liefert die Werkstatt 12 bis 15 handgearbeitete Musikinstrumente aus. Interpreten wie Ingolf Turban, Alban Beikircher und Jehi Bahk gehören zu seinen Kunden und spielen seine Instrumente. Schleske gilt als einer der wichtigsten Geigenbauer unserer Zeit, zum Beispiel laut The Strad, der New York Times und Welt am Sonntag. Für ihn hat Geigenbau sowohl viel mit Materialkenntnissen, Handwerk und Wissenschaft als auch mit Inspiration und Schönheit, die sich in harmonischen Gegensätzen zeigt, zu tun. Sein Formverständnis ist stark von den italienischen Geigenbaumeistern Nicola Amati, Domenico Montagnana, Antonio Stradivari und vom deutschen Baumeister Balthasar Neumann geprägt worden.
In Zusammenarbeit mit Helmut A. Müller sowie Wissenschaftlern der Hochschule für Angewandte Wissenschaft Hamburg und der EMPA in St. Gallen entstanden akustische Forschungsvorhaben im Bereich der Modalanalyse, der Psychoakustik und der Materialforschung. Einige Forschungsergebnisse von Martin Schleske wurden in die Ausstellungssammlung des Deutschen Museums München aufgenommen. Er war mehrfach als Redner auf akustischen Fachtagungen und den Jahrestreffen europäischer und US-amerikanischer Geigenbauverbände eingeladen.
Im Oktober 2010 erschien im Kösel-Verlag sein erstes geistliches Buch Der Klang: Vom unerhörten Sinn des Lebens, 2016 bei adeo sein zweites Buch Herztöne: Lauschen auf den Klang des Lebens. Beide Bücher sind aus aufgeschriebenen Notizen in der Werkstatt entstanden. Schleske ist zudem Mitglied der christlichen Künstlergruppe „Das Rad“.
2018 war er Mitglied der Jury des ersten Wolf Durmashkin Composition Awards.

## Schriften
- Der Klang: Vom unerhörten Sinn des Lebens. Mit Fotos von Donata Wenders.
  - 2010: Kösel, München, 352 Seiten, ISBN 978-3-466-36883-9 (gebunden mit Schutzumschlag)
  - 2014: Goldmann, München, 448 Seiten, ISBN 978-3-442-22068-7 (broschiert)
- 2016: Herztöne: Lauschen auf den Klang des Lebens. Mit Holzschnitten des Autors und Fotos von Donata Wenders und Tobias Kreissl. adeo, Asslar, 368 Seiten, ISBN 978-3-86334-076-6 (gebunden mit Schutzumschlag)
- 2022: Werk|Zeuge: In Resonanz mit Gott. 365 Fragmente. Echtledereinband, farbiger Bildteil. bene! Klostergut Altenberg, 656 Seiten, ISBN 978-3-96340-240-1. (gebunden mit Schutzumschlag)

## Auszeichnungen
- 2021: „Book Award 2021“ in der Kategorie „Kultur und Kunst“ von Christianity Today für sein Buch „Der Klang. Vom unerhörten Sinn des Lebens“, das 2020 in den USA unter dem Titel „The Sound of Life’s Unspeakable Beauty“ veröffentlicht wurde.[7]